# Knepperia gracilis
Knepperia gracilis är en tvåvingeart som beskrevs av Jean-Jacques Kieffer 1908. Knepperia gracilis ingår i släktet Knepperia och familjen fjädermyggor.
Artens utbredningsområde är Namibia. Inga underarter finns listade i Catalogue of Life.